# 10-8: Veszélyes őrjárat
A 10-8: Veszélyes őrjárat (eredeti cím: 10-8: Officers on Duty) 2003-ban bemutatott amerikai bűnügyi drámasorozat, melyet Louis St. Clair és Jorge Zamacona alkotott meg az ABC számára. A cím arra a tíz rendőrségi kódra utal, amelyet a rendőrtisztek használnak. A főbb szerepekben Ernie Hudson és Danny Nucci látható.
Az Amerikai Egyesült Államokban 2003. szeptember 28. és 2004. január 25. között sugározták, mindössze 15 epizód (ebből egy nem került adásba) készült el belőle. 

## Cselekmény
Ricco Amonte újonc rendőr, nemrég végzett az akadémián. Rögtön egy tapasztal rendőr, John Henry Barnes társa lesz. 
Amonte újoncon kívül még két újonctársa életét is nyomon követhetjük a sorozatban, Lopez és Williams személyében. A három kezdő három teljesen más okból csatlakozott a Lasky rendőrőrshöz. Lopez latinó származású helybeli, aki régebben egy női banda tagja volt. A szintén helyi Williams tehetős üzletemberek több diplomás leszármazottja. Amante New Yorkból költözött át, hogy újrakezdhesse eddigi – nem éppen mintapolgár – életét. Az olasz újonc pályáját bátyja, Angelo indította be, aki a sorozatban alkalmanként tűnik fel.

## Szereplők
| Szereplő             | Színész               | Magyar hang[forrás?] |
| -------------------- | --------------------- | -------------------- |
| Rico Amonte          | Danny Nucci           | Dányi Krisztián      |
| John Henry Barnes    | Ernie Hudson          | Faragó András        |
| Chase Williams       | Travis Schuldt        | Bartucz Attila       |
| Gabriela Lopez       | Christina Vidal       | Dögei Éva            |
| Matt Jablonski       | Scott William Winters | Juhász György        |
| Otis Briggs kapitány | Miguel Sandoval       | Varga T. József      |
| Anna Valero          | Alex Meneses          | Kiss Virág           |
| Ryan Layne           | Jamie Luner           | Orosz Anna           |

## Epizódok
A sorozat mindössze 15 epizódot élt meg. 
A magyar TV2 adón 2006 nyarán mind a 15 epizódot műsorra tűzték.
| #   | Cím                       | Rendező            | Író                                                       | Premier              |
| --- | ------------------------- | ------------------ | --------------------------------------------------------- | -------------------- |
| 1.  | Brothers in Arms          | Martin Campbell    | Louis St. Clair Jorge Zamacona                            | 2003. szeptember 28. |
| 2.  | Hard Day's Night          | Alex Zakrzewski    | Jorge Zamacona Louis St. Clair Denitria Harris-Lawrence   | 2003. október 5.     |
| 3.  | Gun of a Son              | Jeff Bleckner      | Jorge Zamacona Louis St. Clair Frank Renzulli             | 2003. október 12.    |
| 4.  | Badlands                  | James Whitmore Jr. | Louis St. Clair Jorge Zamacona                            | 2003. október 19.    |
| 5.  | Blood, Sugar, Sex Magik   | Thomas J. Wright   | Louis St. Clair Jorge Zamacona                            | 2003. október 26.    |
| 6.  | Mercy, Mercy Me           | Jeff Bleckner      | Jorge Zamacona Louis St. Clair Denitria Harris-Lawrence   | 2003. november 2.    |
| 7.  | Late for School           | Jim Charleston     | Jorge Zamacona Frank Renzulli                             | 2003. november 9.    |
| 8.  | Gimme Shelter             | Jay Tobias         | Jorge Zamacona Frank Renzulli                             | 2003. november 23.   |
| 9.  | Let It Bleed              | Tawnia McKiernan   | Frank Renzulli Louis St. Clair Charles Renee Johnson      | 2003. november 30.   |
| 10. | The Wild Bunch            | James Whitmore Jr. | Louis St. Clair Jorge Zamacona                            | 2003. december 7.    |
| 11. | Lucy in the Sky           | Alex Zakrzewski    | Denitria Harris-Lawrence Louis St. Clair Angel Dean Lopez | 2003. december 21.   |
| 12. | Flirtin' with Disaster    | Perry Lang         | Jorge Zamacona Louis St. Clair Bradford Winters           | 2004. január 11.     |
| 13. | Gypsy Road                | Jeff Bleckner      | Jorge Zamacona                                            | 2004. január 18.     |
| 14. | Love Don't Love Nobody    | Thomas J. Wright   | Jorge Zamacona Louis St. Clair Denitria Harris-Lawrence   | 2004. január 25.     |
| 15. | The Wild and the Innocent | Martin Campbell    | Louis St. Clair Jorge Zamacona                            | N/A                  |

## Fordítás
- Ez a szócikk részben vagy egészben  a(z)   10-8: Officers on Duty című angol Wikipédia-szócikk fordításán alapul.  Az eredeti cikk szerkesztőit annak laptörténete sorolja fel. Ez a jelzés csupán a megfogalmazás eredetét és a szerzői jogokat jelzi, nem szolgál a cikkben szereplő információk forrásmegjelöléseként.